# Flickan med nålen
Flickan med nålen (danska: Pigen med nålen) är en dansk-svensk-polsk dramafilm från 2024, regisserad av Magnus von Horn. Filmen är löst baserad på den verkliga historien om den danska seriemördaren Dagmar Overbye.
Filmen utspelar sig 1918. Karoline, en ung fabriksarbetare, har förlorat sin man i första världskriget och inlett ett förhållande med sin chef Jørgen. Hon blir gravid, men Jørgens mor förbjuder dem att gifta sig. Som lösning på sina problem träffar hon Dagmar, som erbjuder att adoptera bort barnet.
Filmen tävlade om Guldpalmen vid filmfestivalen i Cannes 2024, där den hade världspremiär i maj. Filmen, som ursprungligen var planerad att ha titeln Den lilla sömmerskan, nominerades till en Oscar för bästa internationella långfilm. 

## Rollista (i urval)
- Vic Carmen Sonne – Karoline
- Trine Dyrholm – Dagmar
- Joachim Fjelstrup – Jørgen
- Benedikte Hansen – Jørgens mor
- Ari Alexander – Svendsen